# رؤساء ملاوي
استقلت مالاوي عام 1963 لكنها ظت تابعة للكومنولث البريطاني فكانت مالاوي الملكية تحكمها الملكة إليزابيث الثانية بحكم مرسوم التولية لعام 1701 الذي ينضم الملكية في المملكة المتحدة، وينوب عن الملكة حاكم عام. أُقر دستور مالاوي الجديد في عام 1966 والذي حول مالاوي من الملكية إلى الجمهورية.

## حكام مملكة مالاوي
| الملكة | الملكة | الملكة                          | الحكم       | الحكم       | العائلة المالكة | رئيس الوزراء   |
| #      | الصورة | الاسم                           | بداية الحكم | نهاية الحكم | العائلة المالكة | رئيس الوزراء   |
| ------ | ------ | ------------------------------- | ----------- | ----------- | --------------- | -------------- |
| 1      |        | الملكة إليزابيث الثانية (1926–) | 6 تموز 1964 | 6 تموز 1966 | بيت ويندسور     | هاستينغز باندا |

| الحاكم العام | الحاكم العام | الحاكم العام                  | فترة الحكم    | فترة الحكم    | الملوك           | رئيس الوزراء   |
| #            | الصورة       | الاسم                         | استلام المنصب | مغادرة المنصب | الملوك           | رئيس الوزراء   |
| ------------ | ------------ | ----------------------------- | ------------- | ------------- | ---------------- | -------------- |
| 1            |              | غلين سمولوود جونز (1908–1992) | 6 تموز 1964   | 6 تموز 1966   | إليزابيث الثانية | هاستينغز باندا |

## رؤساء جمهورية مالاوي
الأحزاب السياسية
الرموز
†  توفي في المنصب
| No. | الصورة | الاسم (الميلاد–الوفاة)                | الانتخابات | الفترة        | الفترة          | الفترة             | الحزب السياسي                               |
| No. | الصورة | الاسم (الميلاد–الوفاة)                | الانتخابات | استلم المنصب  | ترك المنصب      | المدة              | الحزب السياسي                               |
| --- | ------ | ------------------------------------- | ---------- | ------------- | --------------- | ------------------ | ------------------------------------------- |
| 1   |        | هاستينغز باندا (ق. 1906–1997)         | —          | 6 يوليو 1966  | 24 مايو 1994    | 27 سنوات و322 أيام | حزب المؤتمر الملاوي                         |
| 2   |        | باكيلي مولوزي (مواليد 1943)           | 1994 1999  | 24 مايو 1994  | 24 مايو 2004    | 10 سنوات           | الجبهة الديمقراطية للوحدة                   |
| 3   |        | بينغو وا موثاريكا (1934–2012)         | 2004       | 24 مايو 2004  | 5 أبريل 2012[†] | 7 سنوات و317 أيام  | الجبهة الديمقراطية للوحدة (حتى فبراير 2005) |
|     | 2009   | بينغو وا موثاريكا (1934–2012)         | DPP        | 24 مايو 2004  | 5 أبريل 2012[†] | 7 سنوات و317 أيام  |                                             |
| 4   |        | جويس باندا (مواليد 1950)              | —          | 7 أبريل 2012  | 31 مايو 2014    | 2 سنوات و54 أيام   | PP                                          |
| 5   |        | بيتر موثاريكا (مواليد 1940)           | 2014 ‏ 2019 | 31 مايو 2014  | 28 يونيو 2020   | 6 سنوات و28 أيام   | DPP                                         |
| 6   |        | لازاروس مكارثي تشاكويرا (مواليد 1955) | 2020       | 28 يونيو 2020 | في المنصب       | 4 سنوات و304 أيام  | حزب المؤتمر الملاوي                         |